# Canthylidia epigrapha
Canthylidia epigrapha är en fjärilsart som beskrevs av Turner 1920. Canthylidia epigrapha ingår i släktet Canthylidia och familjen nattflyn. Inga underarter finns listade i Catalogue of Life.